# Evarcha orientalis
Evarcha orientalis là một loài nhện trong họ Salticidae.
Loài này thuộc chi Evarcha. Evarcha orientalis được Da-xiang Song & Jian-yuan Chai miêu tả năm 1992.